# Folkloristik
Folkloristik ist die Wissenschaft von den (materiellen und immateriellen) Volksüberlieferungen (Folklore). Im skandinavischen und slawischen Sprachraum ist Folkloristik mit der hiesigen Volkskunde gleichzusetzen. Im angelsächsischen und deutschen hingegen versteht man darunter ausschließlich die Beschäftigung mit Volksliedern und Volkserzählungen (Märchen, Sagen etc.), siehe auch Erzählforschung.